# Samarobriva
Samarobriva va ser una ciutat del poble dels ambians (ambiani) de la Gàl·lia a la vora del Samara (Somme).
Claudi Ptolemeu l'esmenta com la capital dels ambians. Apareix més tard amb el nom de Civitas Ambianorum i com a Samarobriva a l'Itinerari d'Antoní i a la Taula de Peutinger. És amb molta probabilitat la moderna Amiens.
Després de la revolta dels eburons, dirigida per Ambiòrix i Cativolcus l'any 54 aC, que va dur a la batalla del Jeker i el setge de Namur, Juli Cèsar va reunir a la ciutat als representants dels gals abans de passar-hi l'hivern amb tres legions, i ell mateix es va quedar a la ciutat.